# Der Liebesprofessor
Der Liebesprofessor (Originaltitel Mother Is a Freshman) ist eine US-amerikanische Filmkomödie unter Regie von Lloyd Bacon aus dem Jahr 1949 mit Loretta Young und Van Johnson in den Hauptrollen.

## Handlung
Abigal „Abby“ Fortitute Abbott und ihre Tochter, die College-Studentin Susan, beziehen ihre Einkünfte aus einem Trust von Abbys verstorbenem Ehemann. Allerdings spuckt der Trust nur alle drei Jahre Geld für die beiden aus und nach einer großen Shoppingtour von Susan ist schon ein halbes Jahr vorher das Geld aufgebraucht. Abby könnte John Heaslip, ihren langjährigen Verehrer und den Verwalter des Trusts, heiraten. Aber Heaslip ist dermaßen stocksteif, dass sie das auf keinen Fall möchte. Nun muss Susan aufgrund von Geldnot möglicherweise das Pointer College verlassen. Abby findet eine neue Geldquelle, nämlich das Stipendium Abigail Fortitude Scholarship. Dieses spezielle Stipendium hatte Abbys Großmutter Abigail Fortitude einst für ihre Nachkomminnen eingerichtet, aber nur falls diese auch Abigail Fortitute heißen sollten. Abby büffelt mit ihrer Tochter für die Zulassungsklausur und wird schließlich als Erstsemestlerin angenommen.
Die beiden Frauen verheimlichen am College, dass sie Mutter und Tochter sind. Abigail schreibt sich in den Kurs von Richard Michaels ein, da ihre Tochter häufig von dem Professor für Englischsprachige Literatur geschwärmt hatte. Tatsächlich scheint die Hälfte der Studentinnen in Michaels verknallt zu sein. Richard Michaels wiederum ist schon bei der ersten Begegnung eingenommen von Abby, die nicht nur gut aussieht, sondern im Gegensatz zu seinen jugendlichen Studentinnen wie er etwa Mitte Dreißig ist und ihm als erwachsene, kultivierte Frau erscheint. Abby versucht zunächst Distanz zu wahren, verliebt sich dann aber doch in Richard. Sie berichtet ihm schließlich, dass sie Susans Mutter und Witwe ist.
Susan hört davon, dass ihre Mutter den Professor kennengelernt hat, glaubt aber zunächst, dass diese nur den zukünftigen Lebensgefährten ihrer Tochter näher prüfen wolle. Abby ist ratlos, als sie feststellen muss, dass Susan mehr als nur eine harmlose Schwärmerei für Richard Michaels hegt. Sie bringt es nicht übers Herz, ihrer Tochter die Wahrheit zu sagen. Unterdessen hofft Susan, mit Michaels zu einem großen Ball der Universität zu gehen. Doch Michaels fragt stattdessen Abby. Die zögert zunächst, doch Michaels ermutigt sie, zu der Beziehung zu stehen. Als Susan die Gerüchte hört, dass Michaels und ihre Mutter zum Ball gehen, ist sie erzürnt. Um den Abend zu sabotieren, ruft sie John Heaslip an und fragt ihn, ob er mit ihrer Mutter zum Ball gehen möchte.
Somit stehen sowohl Richard Michaels als auch John Heaslip, die sich beide noch von der Uni kennen, als Ballpartner vor Abbys Tür. John hat inzwischen Aktienpapiere von Abby verkauft, weshalb sie aus finanziellen Gründen nicht mehr zur Uni gehen müsste. Auf dem Ball kommt es zu Streitereien zwischen Abby, Susan, John und Richard, an deren Ende Abby Hals über Kopf das College verlassen möchte. Richard macht Susan klar, dass ihre Mutter, die junge Witwe, hier im College aufgeblüht sei und endlich wieder Leben verspürt habe. Susan denkt nach und bittet ihre Mutter schließlich, am College zu bleiben: wenn sie schon nicht Richard haben könne, so doch wenigstens ihre Mutter. Während Susan sich von ihrem Ballpartner Beaumont trösten lässt, gesteht Richard Abby, dass er unter einem Pseudonym der Autor von The Gravedigger and the Chambermaid ist – ein Trivialroman, über den sich Abby zuvor lustig gemacht hatte. Abby gesteht, dass sie das Buch gleich zweimal gelesen habe.

## Produktionshintergrund
Ende der 1940er-Jahre waren College-Komödien ausgesprochen populär. 20th Century Fox produzierte im selben Jahr auch Father Was a Fullback mit Fred MacMurray, Mr. Belvedere Goes to College mit Clifton Webb und It Happens Every Spring mit Ray Milland (letzterer wie Mother Is a Freshman ebenfalls unter dem Veteranenregisseur Lloyd Bacon gedreht). Mother Is a Freshman entstand in Technicolor. Er wurde auf dem Studiogelände von 20th Century Fox gedreht, wo man in dieser Zeit extra einen Campus eröffnet hatte. Weitere Außenaufnahmen entstanden an der University of Nevada, Reno.
Raphael Blau lieferte die Grundlage zum Film mit seiner Kurzgeschichte Mother Is a Freshman, die nie veröffentlicht wurde, sondern ihm im Februar 1948 für 8.500 US-Dollar von 20th Century Fox abgekauft wurde. Anita Loos und Richard Sale verfassten das Drehbuch, wobei Studioboss Darryl F. Zanuck regelmäßig eigene Beiträge, Anmerkungen und Verbesserungsvorschläge am Drehbuch unternahm. Das war für Zanuck ein üblicher Vorgang bei den A-Filmproduktionen der 20th Century Fox. Neben den in der Infobox beteiligten Personen waren Paul S. Fox, Thomas Little, Maurice Ransford und Lyle R. Wheeler als Szenenbildner am Film beteiligt; Kay Nelson entwarf die Kostüme. Die 1949 noch unbekannten Schauspieler Debra Paget und Jeff Richards spielten im Abspann ungenannt die Studenten Linda bzw. Butch.
Für die Hauptrollen waren zunächst Celeste Holm als Mutter, June Haver als Tochter und Robert Young als Professor im Gespräch. Schließlich fiel die Wahl aber auf Loretta Young, die dafür erstmals nach acht Jahren wieder einen Film für ihr altes Studio Fox drehte, und auf Van Johnson, der von seinem Studio Metro-Goldwyn-Mayer ausgeliehen wurde. Beide Hauptdarsteller kamen über Umwege zu dem Film: Young sagte der Komödie zu, um im Gegenzug bei 20th Century Fox ihr Wunschprojekt, den Nonnenfilm …und der Himmel lacht dazu, realisieren zu können. Für Van Johnson wiederum gab es gerade keine passenden Rollen bei MGM, weshalb er zuvor monatelang bei laufender Bezahlung beschäftigungslos gewesen war. Rudy Vallée wiederholt mit seiner Rolle des John Heaslip den Rollentypus des ebenso spießigen wie erfolglosen Verehrers der Hauptdarstellerin, den er zuvor bereits in mehreren Komödienklassiker von Preston Sturges gespielt hatte. An einer Stelle des Films macht sich Michael über die Heaslips fehlende Musikalität lustig und fragt, warum dieser nicht Sänger geworden sei. Die Ironie dabei ist, dass Vallée seit den 1920er-Jahren ein berühmter Sänger war.

## Auszeichnungen
Kay Nelson, die Kostümbildnerin des Filmes, war für einen Oscar in der Kategorie Bestes Kostümdesign nominiert.

## Rezeption

### Publikumserfolg
An den Kinokassen spielte der Film rund 2,45 Millionen US-Dollar ein und zählte zu den 30 kassenträchtigsten Filmen des Jahres 1949. Für den deutschsprachigen Raum ist belegt, dass der Film 1951 in den österreichischen Kinos unter dem Titel Der Liebesprofessor anlief.
Der Kassenerfolg zog nach sich, dass Loretta Young ihre Rolle auch in einer Radio-Hörspieladaption des Films einsprach. 1950 entstand ebenfalls ein auf dem Film basierendes Theaterstück.

### Kritiken
Die damaligen Kritiken fielen gemischt aus. Filmkritiker späterer Jahrzehnte beschäftigten sich kaum noch mit Mother Is a Freshman, der in weitgehende Vergessenheit geraten ist.
Bosley Crowther von der New York Times lobte die Kostüme des Films, bei denen sich Schulmädchen-Outfits und glamouröse Abendkleider auf wundervolle Art vermischen würden. Die Kostüme seien aber schon das Sehenswerteste an der „albernen kleinen Romanze“, die drei Drehbuchautoren notdürftig zusammengestrickt hätten. Die Fabel sei so erwartbar und ohne Humor, dass Regisseur Bacon sich offenbar entschieden habe, stattdessen eine Kleiderparade mit Loretta Young zu machen.
Bob Thomas beschrieb den Film dagegen als „bekömmliche Geschichte“, die „raffinierten Spaß“ biete. Erfreulich sei auch, dass Loretta Young und Van Johnson ihr tatsächliches Alter spielen würden. Auch eine andere Zeitungskritik von 1949 ist freundlich. Es handele sich um eine „helle romantische Komödie“, in der Loretta Young auf „glamouröse Weise witzig“ sei und Van Johnson wie ein „Sinatra des Klassenzimmers“ wirke.